# Josh Duhamel
Joshua "Josh" David Duhamel (født 14. november 1972) er en amerikansk skuespiller og tidligere model. Efter flere forskellige modeljobs, fik han sin skuespillerdebut som Leo du Pres i ABC-sæbeoperaen All My Children og medvirkede senere som Danny McCoy i NBC's Las Vegas.
Duhamel overgik herefter til filmeindustrien, som en af de ledende roller i Transformers-filmserien, og er mest kendt for sin medvirken i den femte film, Transformers: The Last Knight (2017). Han har også optrådt i filmene When in Rome (2010), Life as We Know It (2010), New Year's Eve (2011), Safe Haven (2013) og You're Not You (2014) og Love, Simon (2018). I 2021 fik Duhamel rollen som Sheldon Sampson i Netflix' superhelteserie Jupiter's Legacy.

## Opvækst
Duhamel blev født i Minot, North Dakota. Hans mor, Bonnie L. (født Bachmeier) Kemper, er en pensioneret lærer og lokal forretningskvinde, og hans far, Larry Duhamel, er reklamemand. Han er af fransk-canadisk, irsk, engelsk, østrigsk, tysk og norsk afstamning. Duhamels familie er katolikker.
Hans forældre blev skilt, da Duhamel var lille. Selv han fortsat er tæt med begge forældre, voksede han op hos sin mor med hans tre yngre søstre, Ashlee, Kassidy og Mckenzee Duhamel. Duhamel gik på Minot State University og spillede som quarterback på skolens footballhold. Han havde planlagt at læse til tandlæge, men droppede ud af studiet kort inden eksamen på bacheloren. Han vendte tilbage til studiet senere, og blev officielt færdig med studiet i 2005.

## Karriere
Duhamel har udtalt, "Efter college fulgtes jeg med en ekskæreste til det nordlige Californien, og havde en masse underlige jobs." Han vandt i 1997 titlen som "Male Model of the Year" ved International Modeling and Talent Associations (IMTA) konkurrence, andenpladsen gik til skuespilleren Ashton Kutcher.
Duhamel begyndte sin skuespillerkarriere som statist i musikvideoerne til Donna Summers "I Will Go With You (Con te partirò)" og Christina Aguileras "Genie in a Bottle" i 1999. Josh gik til undervisning hos Scott Sedita Acting Studios. Senere samme år fik han rolle som Leo du Pres i ABC' sæbeopera All My Children. Hans arbejde i serien, især hans karakters forhold til Greenlee Smythe (spillet af Rebecca Budig), modtog roser. I 2000 poserede han fuldstændig nøgen i Greg Gormans fotografiske bog As I See It.
I 2003 modtog han en Daytime Emmy Award-nominering for "Special Fan Award for America's Favorite Couple" i 2002, som blev delt med Budig, og Daytime Emmy Award for "Outstanding Supporting Actor" for hans rolle som Leo du Pres. Duhamel forlod All My Children i 2002 for at forfølge andre skuespilsmuligheder. I 2003 fik Duhamel en rolle i NBC-serien Las Vegas, som sikkerhedschefen af Montecito Casino, Danny McCoy. Hans karakter overtog efter James Caan som leder af kasinoet, efter Caan forlod serien i slutningen af dens fjerde sæson. Serien blev afsluttet i 2008.
Duhamel havde sin debut på den store skærm i 2004 i Win a Date with Tad Hamilton!, og medvirkede så i thrilleren Turistas (2006). Efter at have set et afsnit af Las Vegas, hvor Duhamels karakter lige var vendt hjem fra krigen i Irak, udvalgte Steven Spielberg ham til rollen som Captain William Lennox i sommerblockbusteren fra 2007, Transformers (Spielberg var executive producer på filmen). Duhamel genoptog rollen i tre af efterfølgerne: Transformers: Revenge of the Fallen, udgivet juni 2009, Transformers: Dark of the Moon, udgivet juni 2011 og Transformers: The Last Knight, udgivet i juni 2017.
Duhamel kørte den officielle pace car ved Indianapolis 500 i 2009, hvor han kørte Chevrolet Camaro Pace Car. I 2010 havde han hovedrollen i When in Rome som Nick Beamon. I 2011 medvirkede Duhamel som den velhavende ungkarl Sam Ahern i den stjernespækkede romantiske komedie New Year's Eve, som er en slags efterfølger til biografhittet Valentine's Day. 
I 2012 spillede Duhamel enkemanden Alex Wheatley i det romantiske Nicholas Sparks-drama Safe Haven overfor Julianne Hough. Han og Hough optrådte i 2013 med et Safe Haven-inspireret indslag over video i programmet The Price is Right med Drew Carey. Den 23. marts 2013 var Duhamel vært ved Kids' Choice Awards, som blev sendt live fra Los Angeles, California. I 2014 genforenes Duhamel med New Year's Eve-kollegaen Hilary Swank, i det rørende drama You're Not You, hvor han spiller ægtemanden til Swanks karakter, Kate, der har sygdommen ALS.
I 2016 medvirkede han som Frank Dunning i Hulus science fiction thriller miniserie 11.22.63.
I 2018 var han del af en Taco Bell-reklame for at reklamere for mexicansk krydrede pommes frites med en nacho-ost-sovs, kaldet Web of Fries.I marts 2018 blev det annonceret, at Duhamel skulle spille overfor Megan Fox i independent komediefilmen Think Like a Dog. Samme år medvirkede han i det romantiske ungdomsdrama Love, Simon.
Den 11. februar 2019 blev det meldt ud, at Duhamel var blevet castet som Sheldon Sampson i Netflix' superhelteserie Jupiter's Legacy.
I februar 2021 blev det officielt, at Duhamel skulle spiller overfor Jennifer Lopez i den kommende film Shotgun Wedding, som erstatning for Armie Hammer, der havde forladt projektet i januar, efter beskyldninger om seksuelt krænkende opførsel. I august 2021 blev det annonceret, at Duhamel ville slutte sig til Renée Zellweger i serien The Thing About Pam på NBC. Han skulle spille forsvarsadvokaten, Joel Schwartz, i serien som er baseret på en ægte krimihistorie.

## Privatliv
Duhamel mødte og fandt sammen med sangerinden Stacy Ann Ferguson, som er bedre kendt med hendes kunstnernavn Fergie i september 2004, efter at hun havde haft en optræden i serien Las Vegas med hendes band The Black Eyed Peas. Parret blev gift den 10. januar 2009 ved en katolsk ceremoni på Church Estate Vineyards i Malibu, Californien. Parret fik en søn, Axl Jack Duhamel, i august 2013. Den 14. september 2017 meldte parret ud, at de var blevet separeret tidligere på året. Den 1. juni 2019 søgte parret om skilsmisse efter to år separation. Sidst i november 2019 gik skilsmissen igennem.
Efter skilsmissen fandt Duhamel i 2019 sammen med modellen og Miss World America i 2016, Audra Mari. 
Duhamel er en troende katolik og går ofte i kirke.
I 2005 blev han medejer af 10 North Main, en restaurant i Minot, North Dakota.
I 2012 blev Duhamel indlemmet i Scandinavian-American Hall of Fame, en særlig begivenhed ved "Norsk Høstfest", som afholdes i North Dakota.

## Filmografi

### Film
| År   | Titel                                | Rolle                             | Noter                           |
| ---- | ------------------------------------ | --------------------------------- | ------------------------------- |
| 2004 | The Picture of Dorian Gray           | Dorian Gray                       |                                 |
| 2004 | Win a Date with Tad Hamilton!        | Tad Hamilton                      |                                 |
| 2006 | Turistas                             | Alex                              |                                 |
| 2007 | Transformers                         | Captain William Lennox            |                                 |
| 2009 | Transformers: Revenge of the Fallen  | Major William Lennox              |                                 |
| 2010 | The Romantics                        | Tom                               |                                 |
| 2010 | When in Rome                         | Nick Beamon                       |                                 |
| 2010 | Ramona and Beezus                    | Hobart                            |                                 |
| 2010 | Life as We Know It                   | Eric Messer                       |                                 |
| 2011 | Transformers: Dark of the Moon       | Lieutenant Colonel William Lennox |                                 |
| 2011 | New Year's Eve                       | Sam Ahern                         |                                 |
| 2012 | Fire with Fire                       | Jeremy Coleman                    | Direct-to-video                 |
| 2012 | Planet Ocean                         | Fortæller                         | Dokumentar                      |
| 2013 | Movie 43                             | Anson                             | Segment: "Beezel"               |
| 2013 | Safe Haven                           | Alex Wheatley                     |                                 |
| 2013 | Scenic Route (aka Wrecked)           | Mitchell                          |                                 |
| 2014 | Wings                                | Ace (stemmee)                     |                                 |
| 2014 | You're Not You                       | Evan                              |                                 |
| 2014 | Lost in the Sun                      | John Wheeler                      |                                 |
| 2014 | Don Peyote                           | Transient                         |                                 |
| 2015 | Bravetown                            | Alexander Weller                  |                                 |
| 2016 | Misconduct                           | Ben                               |                                 |
| 2016 | Spaceman                             | Bill "Spaceman" Lee               |                                 |
| 2017 | The Institute                        | Detective                         |                                 |
| 2017 | The Show                             | Adam Rogers                       |                                 |
| 2017 | CHiPs                                | Rick                              |                                 |
| 2017 | Transformers: The Last Knight        | Colonel William Lennox            |                                 |
| 2018 | Love, Simon                          | Jack Spier                        |                                 |
| 2019 | Capsized: Blood in the Water         | John Lippoth                      |                                 |
| 2019 | Buddy Games                          | Bobfather                         | Forfatter, instruktør, producer |
| 2020 | The Lost Husband                     | James O'Connor                    |                                 |
| 2020 | Think Like a Dog                     | Lukas                             |                                 |
| 2021 | Batman: The Long Halloween, Part One | Harvey Dent/Two-Face              | Direct-to-video; stemmerolle    |
| 2021 | Batman: The Long Halloween, Part Two | Harvey Dent/Two-Face              | Direct-to-video; stemmerolle    |
| 2022 | Shotgun Wedding                      | Tom                               | Post-production                 |
| TBA  | Blackout                             | Cain                              |                                 |
| TBA  | Bandit                               | Gilbert Galvan                    |                                 |

### Tv
| År              | Titel                           | Rolle                                | Noter                            |
| --------------- | ------------------------------- | ------------------------------------ | -------------------------------- |
| 1999–2002; 2011 | All My Children                 | Leo du Pres                          | Fast rolle                       |
| 2002            | Ed                              | Richard Reed                         | Afsnit: "The Shot"               |
| 2003–2008       | Las Vegas                       | Danny McCoy                          | Fast rolle, 106 afsnit           |
| 2004–2007       | Crossing Jordan                 | Danny McCoy                          | 3 afsnit                         |
| 2008            | The Replacements                | Himself                              | Stemmerolle, 3 afsnit            |
| 2009–2012       | Fanboy & Chum Chum              | Oz                                   | Stemmerolle, 52 afsnit           |
| 2011–2012       | Bomb Patrol Afghanistan         | Fortæller                            | Stemmerolle, 17 afsnit           |
| 2012–2015       | Jake and the Never Land Pirates | Captain Flynn                        | Stemmerolle, 14 afsnit           |
| 2015            | Battle Creek                    | FBI Special Agent Milton Chamberlain | Fast rolle, 13 afsnit            |
| 2016            | 11.22.63                        | Frank Dunning                        | Tilbagevendende rolle, 4 afsnit  |
| 2018            | LA to Vegas                     | Captain Kyle                         | Afsnit: "Two and a Half Pilots"  |
| 2018            | Unsolved                        | Detective Greg Kading                | Fast rolle, 10 afsnit            |
| 2019            | Veronica Mars                   | Magnus                               | Afsnit: "Chino and the Man"      |
| 2021            | Jupiter's Legacy                | Sheldon Sampson / The Utopian        | Fast rolle, 8 afsnit             |
| 2021            | Love, Victor                    | Jack Spier                           | Afsnit: "There's No Gay in Team" |
| 2021            | Blade Runner: Black Lotus       | Marlowe                              | Stemmerolle                      |
| 2021            | The Thing About Pam             | Joel Schwartz                        | Fast rolle                       |

### Videospil
| År   | Titel                     | Stemmeroller                       | Noter               |
| ---- | ------------------------- | ---------------------------------- | ------------------- |
| 2015 | Skylanders: SuperChargers | High Volt                          | [ 42 ]              |
| 2017 | Call of Duty: WWII        | Technical Sergeant William Pierson | Also motion capture |

## Priser og nomineringer
| År   | Pris                                 | Kategori                                          | Arbejde                       | Resultat  |
| ---- | ------------------------------------ | ------------------------------------------------- | ----------------------------- | --------- |
| 2001 | Soap Opera Digest Awards             | Outstanding Younger Lead Actor                    | All My Children               | Nomineret |
| 2001 | Daytime Emmy Awards                  | Outstanding Supporting Actor in a Drama Series    | All My Children               | Nomineret |
| 2002 | Daytime Emmy Awards                  | America's Favorite Couple delt med Rebecca Budig  | All My Children               | Nomineret |
| 2002 | Daytime Emmy Awards                  | Outstanding Supporting Actor in a Drama Series    | All My Children               | Vundet    |
| 2002 | Online Film & Television Association | Best Supporting Actor in a Daytime Serial         | All My Children               | Nomineret |
| 2003 | Online Film & Television Association | Best Actor in a Daytime Serial                    | All My Children               | Nomineret |
| 2003 | Daytime Emmy Awards                  | Outstanding Supporting Actor in a Drama Series    | All My Children               | Nomineret |
| 2004 | Teen Choice Awards                   | Choice Breakout Movie Star - Male                 | Win a Date with Tad Hamilton! | Nomineret |
| 2004 | Teen Choice Awards                   | Choice Movie Liar                                 | Win a Date with Tad Hamilton! | Nomineret |
| 2004 | Teen Choice Awards                   | Choice TV Actor - Drama/Action Adventure          | Las Vegas                     | Nomineret |
| 2004 | Teen Choice Awards                   | Choice Breakout TV Star - Male                    | Las Vegas                     | Nomineret |
| 2005 | Women's Image Network Awards         | Actor in Drama Series for afsnittet "Silver Star" | Las Vegas                     | Nomineret |
| 2007 | Teen Choice Awards                   | Choice Movie Actor: Horror/Thriller               | Turistas                      | Nomineret |
| 2007 | Teen Choice Awards                   | Choice Movie: Rumble                              | Transformers                  | Nomineret |
| 2007 | Teen Choice Awards                   | Choice Hottie: Male                               |                               | Nomineret |
| 2010 | Teen Choice Awards                   | Choice Movie Actor: Romantic Comedy               | When In Rome                  | Nomineret |
| 2011 | Teen Choice Awards                   | Choice Movie Actor: Romantic Comedy               | Life as We Know It            | Nomineret |
| 2013 | Teen Choice Awards                   | Choice Movie Actor: Romance                       | Safe Haven                    | Nomineret |
| 2018 | Golden Raspberry Award               | Worst Supporting Actor                            | Transformers: The Last Knight | Nomineret |
| 2019 | Mammoth Film Festival                | Director                                          | Buddy Games                   | Vundet    |
| 2019 | Mammoth Film Festival                | Feature                                           | Buddy Games                   | Vundet    |